# 高阪昌至
高阪 昌至（たかさか まさよし、1985年11月13日 -） は、日本のソングライター、編曲家。大阪府吹田市出身。

## 概要
大阪スクールオブミュージック専門学校卒業。あらゆるジャンルの作曲を手掛け、主にアニメソング、声優、アイドルへ楽曲を提供している。

## 主な作品

### アーティスト
- 井口裕香
  - 「Never Knew Till Now」（作曲）・・・Single『リトルチャームファング』収録
- 伊藤静
  - 「思い出フラグメント」（作曲・編曲）・・・Album『Present』収録
- 梶裕貴
  - 「sense of wonder」（作曲）・・・Single『sense of wonder』収録[1]
- 斉藤壮馬
  - 「夜明けはまだ」（作曲）・・・Single『夜明けはまだ/ヒカリ断ツ雨』収録
- C-ZONE
  - 「sweets & pretty」（作詞・作曲・共編曲）・・・Single『sweets＆pretty』収録
- 鈴木亜美
  - 「if」（作曲）・・・Album『DOLCE』収録
- 夏川椎菜
  - 「キミトグライド」（作曲）・・・Album『ログライン』収録
- 野水伊織
  - 「カンパネッラ」（作曲）・・・Single『DARAKENA』収録
- バニラビーンズ
  - 「チクタク」（作詞・作曲）・・・Single『サカサカサーカス』収録[2]
- 佐咲紗花
  - 「sympathetic world」（作曲）・・・Album『sympathetic world』収録[3]
- フレンチ・キス
  - 「瓶の蓋」（作曲）・・・Single『ロマンス・プライバシー』収録

### アニメ
- IS 〈インフィニット・ストラトス〉
  - 「Change my mind」（作曲）・・・Album『IS＜インフィニット・ストラトス＞ VOCAL COLLECTION ALBUM』収録
- あそびにいくヨ!
  - 「君色*コンプリート」（作曲）・・・Single『心の窓辺にて』収録
- ハロー!!きんいろモザイク
  - 「きみいろスノウフレーク」（作曲）・・・Single『ハロー!!きんいろモザイク キャラクターCD Music Palette1 忍*アリス』収録
- 氷菓
  - 「フェードin/out」（作曲）・・・Single『君にまつわるミステリー』収録[4]
- ノブナガ・ザ・フール
  - 「DEDICATE」（作曲）・・・Single『ノブナガ・ザ・フール キャラクターソング Vol.5 ヒミコ』収録
- To LOVEる -とらぶる- ダークネス
  - 「Dangerous Game」（作曲）・・・Album『To LOVEる-とらぶる-ダークネス キャラクターアルバム』収録
- ブラッドラッド
  - 「トワイライト」（作曲）・・・Album『ブラッドラッド O.S.T.1』収録
- 無彩限のファントム・ワールド
  - 「HEART-FULL HAPPY」（作曲）・・・Album『無彩限のファントム・ワールド キャラクターソングミニアルバム』収録
- GJ部
  - 「balance unbalance ～ホントウ ノ ワタシ～」（作曲）・・・Album『GJ部 キャラクターソング & サウンドトラック集 前編 グッジョぶの音楽“G”』収録
- 009 RE:CYBORG
  - 「赤い靴」（作詞・作曲）・・・Album『ANOTHER SOUND OF 009 RE:CYBORG』収録[5]
- ラブライブ!
  - 「SENTIMENTAL StepS」（作曲）・・・Single『ユメノトビラ』収録
- 八犬伝―東方八犬異聞―
  - 「STAY HERE!」（作曲）・・・Album『八犬伝―東方八犬異聞― キャラクターソングアルバム』収録[6]

### CM
- 開西教育セミナーCMソング「Sunflower」（作曲・編曲）